# 중국국제수입박람회

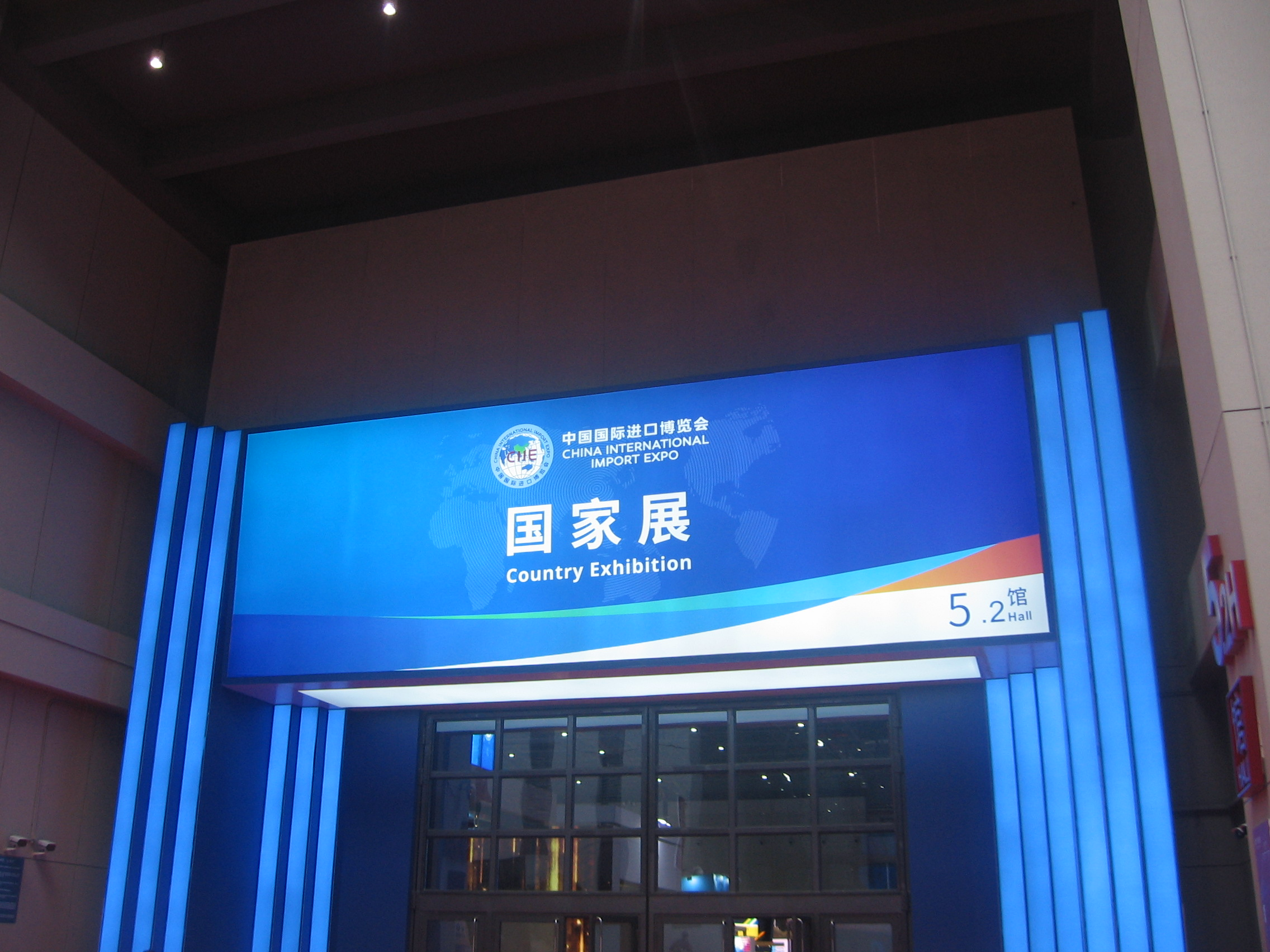

중국국제수입박람회(中国国际进口博览会)는 중화인민공화국 상하이시에서 2018년부터 매년 가을에 열리는 무역 박람회로 수입을 주제로 한 국가 수준의 박람회로서는 세계 최초다. 이 행사는 중화인민공화국 상무부와 상하이시 당국 공동 주최로 세계무역기구, 유엔 무역 개발 회의, 유엔 산업 개발 기구와 같은 파트너들을 포함한다. 이 행사는 미제 상품을 다른 나라로부터 대체하고 궁극적으로 수입 기술을 통해 중국산 제품을 향상하는 것을 목표로 한다.